# 东道湖
东道湖是一个位于中国新疆维吾尔自治区昌吉州的湖泊，面积约为1.49平方千米，属于蒙新高原区。它的一级流域为内流区诸河，二级流域为准葛尔内流区。